# Bouglon
Bouglon é uma comuna francesa na região administrativa da Nova Aquitânia, no departamento Lot-et-Garonne. Estende-se por uma área de 14 km². Em 2010 a comuna tinha 638 habitantes (densidade: 45,6 hab./km²).